# Mont Stanley
El mont Stanley és la muntanya més alta de la serralada del Ruwenzori, situada a cavall entre la República Democràtica del Congo i Uganda. Formada per diferents pics, entre ells s'inclou el pic Margarida (5.109 m), el tercer més alt del continent africà, rere el Kilimanjaro (5.895 m) i el mont Kenya (5.199 m). El pic més alt, i altres del voltant, són prou elevats per permetre l'existència de glaceres. La més gran és la formada pels tres pics més alts:
| Pic       | metres |
| --------- | ------ |
| Margarida | 5.109  |
| Alexandra | 5.091  |
| Albert    | 5.087  |
| Savoia    | 4.977  |
| Elena     | 4.968  |
| Elizabeth | 4.928  |
| Phillip   | 4.919  |
| Moebius   | 4.918  |
| Kitasamba | 4.860  |
| Nyabubuya | 4.860  |

El mont Stanley fou escalat per primer cop l'any 1906 pel duc dels Abruzzi, J. Petigax, C. Ollier i J. Brocherel.
El pic Margarida duu aquest nom en honor de la reina Margarida de Savoia.
Nota: en un sentit estricte es podria considerar que el pic Margarida-mont Stanley és realment el quart pic més alt del continent africà, ja que el pic Mawenzi, que forma part del complex del Kilimanjaro, és en realitat, amb els seus 5.149 metres, el tercer cim més alt del continent.